# 墨家
墨家，是中国歷史上春秋戰國时期的哲学流派，诸子百家及九流十家之一。法家代表韩非子称墨家和儒家为“世之显学”，而儒家代表孟子也曾说“天下之言，不归杨（杨朱，道家代表人物）则归墨（墨子）”等语，证明了墨家思想曾经在中国的辉煌。戰國後期，墨學的影響曾与孔学分庭抗礼。
至汉初，因为墨家思想独有的政治属性，兼之西汉汉武帝“罢黜百家，独尊儒术”的官学政策，墨家逐渐失去了存身的现实基础，墨家思想在中国逐渐灭绝；直到清末民初，学者们重新发掘出墨家，近年来经过一些新墨者的努力，墨家学说中的一些观点开始进入人们的视野。
墨家逻辑是中国古代第一个逻辑学体系，全球三大古典逻辑体系之一，主要以三物论为代表，三物分别为故、理、类。《墨辩》是墨家逻辑的主要著作。

## 起源
《汉书·艺文志》认为墨家源于巫祝，「墨家者流，盖出于清庙之守。茅屋采椽，是以贵俭；养 三老五更，是以兼爱；选士大射，是以上贤；宗祀严父，是以右鬼；历四时而行，是以非命；以孝视天下，是以尚同。」。當中「清庙之守」，指的是巫祝。
班固通过《汉书·艺文志》的论述，将墨家的核心主张与清庙之守的职能一一对应：
贵俭：清庙建筑“茅屋采椽”（以茅草为屋顶、柞木为椽），象征简朴，对应墨家反对奢侈、提倡节用的思想。
兼爱：祭祀活动中“养三老五更”（尊养老人），体现普遍关怀，对应墨家“兼相爱”的伦理观。
上贤：通过“选士大射”选拔人才，对应墨家尚贤、尚同的政治主张。
右鬼：宗庙祭祀强调“严父”“敬祖”，对应墨家“明鬼”的宗教观。
非命：祭祀需依四时节律而行，否定宿命论，对应墨家反对“命定”的实践理性。
尚同：以孝道维系天下秩序，对应墨家追求社会统一的理想。
墨家创始人为墨翟，或称墨子。《元和姓纂》中认为墨子的祖籍是孤竹国，童书业考证认为墨子是宋国贵族公子目夷的后人。《淮南子》称墨子幼時師從儒家。墨子曾担任宋国大夫，也曾长期居住在楚国和鲁国。后來反感于儒家追求的繁文縟節、森严的等级制度、宗法制度和靡財耗日的喪禮，遂背離儒術。墨翟背周道而用夏、殷之政，强调要學習大禹刻苦儉樸的精神，復殷人之传统，否定了儒家的「其君用之，则安富尊荣」，而创立墨家。墨子廣收門徒，弟子达数百人。

### 殷商源流
中国华南师范大学科学技术史学科黄世瑞教授、学者管役夫、中国现代政治学家萧公权等学者均认为，尽管墨家常假托于夏禹，但其思想体系实际上是对殷商文化的继承和发展。俞正燮在《癸巳类稿·墨学论》中认为“墨者，宋君臣之学也”。墨子及其后学的思想体系建构不可避免地受到了宋国承袭的殷商遗俗的影响。
殷人是一个以质朴著称的民族，注重实际效益，无繁琐的礼仪和形式主义，亦无严格的宗法制度从而无“久丧之制”，墨家在这基础上延伸出了节用、节葬、非乐等思想。墨子所主张的“木为桐棺”的薄葬方法也始于殷商。墨家的尚贤、尚武、崇材尚力、功利主义观也是殷商文化的重要特征。殷人重视工商业和严刑法治的传统也被墨家沿袭。墨家的宗教鬼神观念与殷商的祖先神崇拜和自然神信仰很接近，却抵制周人神道设教下的天命观。墨子的“兼爱”是一种平等的博爱，不辨血缘关系之亲疏；而殷墟甲骨文中体现有“多父制”和“多母制”的习惯，在商代氏族共权传统的昭穆式亲属结构中，子对父并无特别亲近的关系，生身父亲和氏族中父辈的成员并无显著差别，因此《尚书·高宗肜日》称“罔非天胤，典祀无丰于昵”,《墨子·法仪》则称“人无幼长贵贱，皆天之臣也”，孟子则批判墨子“墨氏兼爱，是无父也”，认为墨家的“二本”之说异于儒家的“一本”之说。墨家不反对女子从军，且获军功同样受赏，其主张的生活礼仪规范约束上也不存在明显的男女差异，而商朝女性地位显著高于周代以后，墨家的妇女观和兼爱主张都具有殷商母权制遗留的痕迹。
墨徒直接攻击门阀阶级，大倡机会平等之“尚贤”主张，将“殷人尚质”的传统发扬广大，打破周礼的宗法等级秩序，虽然在渊源上比儒家更旧，但却更加适应了战国时代社会大变动的发展趋势，从而成为显学且更加新潮。

## 發展
儒家，墨家同为春秋战国时期显学派系，当时有“不入于儒，即入于墨”之说。先秦時期，儒、墨兩家曾分庭抗禮。戰國後期，墨家已分为秦墨、楚墨、齐墨三个学派，而此时墨學的影響甚至一度在孔学之上。
墨家在戰國時期高度發展主因在於墨家子弟深諳守城戰，是當時唯一能親身投入戰場作戰的學派，故比起了解虛無飄渺的哲學思想，各國君王對得到墨家的守城援軍更有興趣。

### 名、實關係與三表説
墨子第一個把名、實關係當作哲学范畴提出。主張「取實予名」，認為糾纏概念难以分清是非，只有客观實際地才能判断是非。提出立论要有“本”（根据）、“原”（證明）、“用”，這是著名的三表説，是中国最早期有關归纳法的論述。墨子强调要根据实际情况来定义和使用概念，这种思路类似于后来的归纳法——从实际观察出发，通过归纳来形成和验证判断。
三表说（本、原、用）是墨子立论方法的核心之一，体现了他对逻辑推理的重视。具体来说：
“本”指的是论据或依据，即所有判断的基础；
“原”则是指证据或证明过程，确保论据的可靠性；
“用”则是指论点的应用或效果，验证其实际作用。

### 認識論及邏輯學
戰國後期，後人以墨子的三表説作為基础，建立起逻辑分析诸理论，發展出認識論、邏輯學、几何学、几何光学及静力学等研究，是謂「墨家後學」。
「墨家後學」是中国古代第一个逻辑学体系，全球三大古典逻辑体系之一，主要以三物论为代表，三物分别为故、理、类。《墨辯》是讲解墨家逻辑的主要著作。
近代有大量學者如钱临照鑽研《墨經》，發現《墨經》幾乎涵蓋了哲學、邏輯學、心理學、政治學、倫理學、教育學、自然科學等多個學科內容。胡适说：“墨家论知识，注重经验，注重推论，看《墨辩》中论光学和力学的诸条，可见墨学者真能做许多实地实验。这正是科学的精神，是墨学的贡献”。墨家把推理称为“说”，《经上》曰：“说，所以明也”；《经下》云：“在诸其所然未然者，说在于是推之”。《小取》中還提到“或、假、效、辟、侔、援、推”七种推理形式。墨子常批评儒者答非所问，墨子问儒者，“何以为乐”，答曰：“乐以为乐也”。墨子批评道：“今我问曰：何故为室？曰：冬避寒焉，夏避暑焉，室以为男女之别也。则子告我为室之故矣。今我问曰：何故为乐？曰：乐以为乐也。是犹曰：何故为室？曰：室以为室也。”。

### 物理学
墨子在力學、幾何學、代數學、光學等方面，都有貢獻。《墨经》精到地阐述了经典力学中力的概念和力矩原理，提出“力”、“动”与“止”的定义。关于槓杆原理，亦提出了“重”、“权”（力）、“称头”（重臂）、“称尾”（力臂）等概念。《墨经》中提出了“端”、“尺”、“区”、“穴”等概念，大致相当于近代几何学上的点、线、面、体。墨子和他的学生做了世界上最早的小孔成像实验，在当时就知道了光的直线传播。他也提出了“原子論”的雛形，关于“端”的论述，指出“端”是不占有空间的，是物体不可再細分的最小单元。
英国漢學家李约瑟曾指出：「墨家思想所遵循的路线如果继续发展下去，可能已经产生欧几里得几何体系了。」

### 哲学和政治主張
墨家同时被视为中国最早的民间结社组织，有着严密组织和严格纪律，其领袖称为「鉅子」或「巨子」，墨家的成员都自称为“墨者”，所謂“墨子之门多勇士”。一般認為，墨翟未曾擔任過“鉅子”。「鉅子」由上代指定，代代相传，在团体中享有至高无上的权威。“墨子服役者百八十人，皆可使赴火蹈刃，死不还踵”。
墨者多来自社會下層，以“兴天下之利，除天下之害”为教育目的，“孔席不暖，墨突不黔”，尤重艰苦实践，“短褐之衣，藜藿之羹，朝得之，則夕弗得”，“摩頂放踵，利天下，為之”。“以裘褐為衣，以跂蹻（草鞋）為服，日夜不休，以自苦為極」，生活清苦。墨者可以“赴汤蹈刃，死不還踵”，意思是说至死也不后转脚跟后退。后世学者经过研究，认为“搢绅先生的变形者——士，从贵族的樊篱（“学也禄在其中矣”）脱出，产生了子书所给的特殊名称，叫做‘文学之士’（《韩非子·外储说左上》），这些文学之士，后来墨称“墨侠”，
儒称“儒生”，各具特称，更走向派系的专门化道路”墨者必须服从鉅子的领导，其紀律嚴明，相傳“墨者之法，殺人者死，傷人者刑”。例如鉅子腹䵍的兒子殺了人，雖得到秦惠王的寬恕，但仍堅持“殺人者死”的“墨者之法”。 
按墨家的規定，被派往各國做官的墨者，必須推行墨家的政治主張；行不通時寧可辭職。另外，做官的墨者要向團體捐獻俸祿，做到「有財相分」。當首領的要以身作則。概言之，墨家是一个有领袖、有学说、有组织的学派，他们有强烈的社会实践精神。墨者们吃苦耐劳、严于律己，把维护公理与道义看作是义不容辞的责任。
在人性观上，墨子认为人性是趋利避害的，又主张“义”与“利”是相通的，并没有认为人的本能可以被定义为善或恶，而墨家正是从人的本性出发强调利他、利己。墨子认为“素丝无常，唯所染之，染于苍则苍，染于黄则黄”，即人刚出生时就像无色的丝线，善恶等性格都是在后天的环境中染上的；墨子的学生告子继承了这种思想，提出了“食色，性也”、“性，犹湍水也”、“人性无善恶”的观点。
墨家亦在政治上主张“君、臣、萌（民），通约也”(《墨子•经上》）、“君修法讨臣，臣慑而不敢拂，四患也”(《墨子•七患》）、“君必有弗弗之臣，上必有詻詻之下。分议者延延，而支苟者詻詻，焉可以长生保国”(《墨子•亲士》）、“诽之可否，不以众寡，说在可非”(《墨子•经下》）、“罪，犯禁也，罪不犯禁，惟害无罪”（《墨子•经说上》），被一些学者认为具有言论自由和契约法治思想的萌芽。
墨家在提倡“兼爱”的同时也不忽视个体自身的幸福，《墨子·大取》中说“爱人不外己，己在所爱之中。己在所爱，爱加於己；伦列之爱己，爱人也。”，认为“爱人”并不排斥自己在外，自己也同样属于被爱护的对象。
一般都将秦国转弱为强都归功于商鞅变法，史家何炳棣則認為秦国发出“求贤令”，墨者入秦者众，秦墨为秦国富强做出了無比貢獻。李竞恒认为墨者入秦，可能由于墨家思想与秦国提倡的法家有相通之处，墨家与秦合作，关系越来越紧密。最后实现了有机融合。在墨者文献中，有一些理念与制度设计已经与秦制完全一样。如伍长、什长、亭尉、县令、县丞、县尉、乡三老，皆为秦的制度。此外，还有灭三族的酷刑，还有“城旦”这一奴役制度。《墨子·尚同下》中有鼓励告密的内容：“若见恶贼天下不以告者，亦犹恶贼天下者也；上得而罚之，众闻则非之”。这种鼓励向专制君主告密的立场，与出土秦律非常相似。云梦秦简律法中就有所谓“公室告”，如“贼杀伤”、“盗它人”等，秦律鼓励“公室告”，甚至认为，即使是“子告父母”，如果符合“公室告”，就应该听从。可见，秦律也是鼓励为了“天下”利益而“大义灭亲”的。这与墨者所谓对父母之爱与路人之爱无等差，在价值观上也是很相符的。因为按照墨者的这一逻辑，如果父母损害了所谓“天下”的利益，那么就同样应该将父母揭发举报。但“墨家助秦”一说的主观猜测性较强而证据不足，在学术界存在很大争议，《吕氏春秋·首时》记载墨家巨子田俅子求见秦惠文王却一直等了三年，后来得到楚王引荐才见到，这与何炳棣主张墨家在秦献公时期就已入秦自相矛盾，且战国末期的荀子亦批判墨子和宋钘“不知壹天下、建国家之权称”。

## 身后影響
戰國以後，墨家漸見衰落，墨家一支轉化為秦漢社會的游俠；另外韓非子則說墨子死後，墨家分裂為相裡氏之墨（秦墨）、相夫氏之墨（齐墨）、鄧陵氏之墨（楚墨）三派。
秦朝覆灭，秦墨随之消声匿迹。到了西漢時，由於漢武帝在位时代的獨尊儒術政策、社會心態的變化以及墨家本身並非人人可達的艱苦訓練、嚴厲規則及高尚思想，墨家在汉武帝在位之後基本消失。唐代韓愈則主張「調和孔墨」。汪中曾为墨子说公道话，被翁方纲罵為“名教之罪人”。清末，孙诒让著《墨子间诂》，是《墨子》校勘之大成。
至近代，墨家思想被一部分学者认为与现代的進步主義、社會主義、社會自由主义、社會民主主義、民主社會主義、共產主義等思想有相通之处，亦有“墨教”的称呼。

## 著作
《汉书－艺文志》中记载在东汉时的墨家著作尚存有八十六篇：
- 《墨子》七十一篇——墨翟
- 《胡非子》三篇——墨翟弟子
- 《随巢子》六篇——墨翟弟子
- 《我子》一篇
- 《田俅子》三篇——先韩子
- 《尹佚》二篇——一名在成、康时期的周朝官员在所著

另外，《晏子春秋》、《宋子》和《鲁仲连子》也可能是墨家经典。西晋时鲁胜作《刑名》两篇(已亡佚)，亦属于墨家典籍。
墨家在六朝以後逐渐流失，正统十年（1445年），张宇初奉敕，将《墨子》刻入《道藏》。现代所传的《墨子》只剩下五十三篇，这些篇幅是因为被道家著作《道藏》所收录，才得以留传下来。汪中将墨子书分为内外二篇，著有《墨子表徵》一卷。
胡适在《中国哲学史大纲》中首先將《墨子》五十三篇分为五部分。第一部分：自《亲士》到《三辩》，凡七篇，皆后人假造的。第二部分：《尚贤》三篇、《尚同》三篇、《兼爱》三篇、《非攻》三篇、《节用》两篇、《节葬》一篇、《天志》三篇、《明鬼》一篇、《非乐》一篇、《非命》三篇、《非儒》一篇，凡二十四篇，大多墨家弟子所著。第三部分：《经》上下、《经说》上下、《大取》、《小取》六篇，都是後來莊子的別墨。第四部分：《耕柱》、《贵义》、《公孟》、《鲁问》、《公输》五篇，是墨子一生的言行集，相當於儒家的《论语》。第五部分：自《备城门》以下到《杂守》，凡十一篇，所记都是墨家守城备敌的方法。

## 政治思想
墨家的政治思想主要有以下十点（亦可稱為“墨子十論”或墨子十大主张），乃是為將國家撥亂反治所立之策略。而從諸篇內容來看，它們實可以統攝在兼愛這一概念中。
1. 兼爱
強調人我愛之相互性、言愛必含利、且與仁、義等概念密切相關。兼愛更有別於儒家以血緣親疏為基礎的仁愛和基督教所提倡的博愛。[來源請求]兼愛的內涵大致可概括為四點：
  - （一）兼愛是不受時空限制且對人普遍的愛。
  - （二）兼愛是富含犧牲精神的愛。
  - （三）兼愛是視人若己且平等的愛。
  - （四）兼愛是人我交利的愛。
2. 非攻
墨子未拒斥所有類型的戰爭，他贊成防禦型的戰爭，即「救守」。故《墨子》自〈備城門〉以下到〈雜守〉凡十一篇為墨子教導弟子禽滑釐的守城方法。墨子所「非」之「攻」乃是「不義之戰」，也就是國君為其私欲、野心罔顧百姓之「利」所發動的爭戰。另一方面，墨子表示三代聖王（夏禹、商湯、周武王）所進行的戰爭是為「興天下之利，除天下之害」(〈兼愛下〉)之義戰，是「誅」而不是「攻」。侵略戰爭對於敗者來說傷人命、損其才，故是沒有意義的破壞行動；而對勝方而言，僅僅是獲得了數座城池與稅收，但總的來說傷害與損失仍十分巨大。易言之，攻國必殺戮天所愛之百姓，使鬼神無人祭祀，又使百姓家破人亡，故乃不義之行。
3. 尚贤
要使國家撥亂返正，必須不分贵贱唯才是举，也就是取法聖王的「尚賢使能為政」(〈尚賢中〉)。所謂的「賢良之士」具有「厚乎德行，辯乎言談，博乎道術」(〈尚賢上〉)之特質。對待賢士，必本於「三本」，即給予賢士高的爵位、豐厚的俸祿、足夠的權力，如此百姓才會聽從於賢者。
4. 尚同
〈尚同上〉載道，今天下大亂，其因類於遠古未有刑政時人之「義」皆不同，進而導致相互攻擊、虧害。此處之「義」，可作「思想、意見、主張」之意[51]。此外，亂還起於「民之無正長以一同天下之義」（〈尚同中〉）[註 3]。因此，治亂之道乃在「選擇天下賢良聖知辯慧之人，立以為天子，使從事乎一同天下之義。」（〈尚同中〉）。然因國家廣大，人民眾多，僅有天子仍無法一同天下之義，故需依層分立政長行一同天下義之務。分立政長的次序為：天子→三公→諸侯國君→將軍大夫、鄉里之長。
政治職位的分層確立後，天子發政施教，其重點乃凡見善者與不善者，皆須向上報告。上面說是的則是，說非的則非。聽聞人民有善行，則應推薦他，若上者有過犯則要規勸他。同上之義，而無與下相互掩飾過錯之心。上位者知道了遂會賜賞他，萬民聽聞了則會讚譽他。若見善者與不善者皆不告於上，上位者說是的不認為是，說非的不認為非。人民有善行，不推薦他，上者有過犯卻不規勸他，與下位相互掩飾過錯而非議上位者，上位者得以處罰他，萬民聽聞則詆毀他。言中所聞之善乃愛利（家、國、天下），不善乃惡賊（家、國、天下）。 是故所上之「同」，無非是能愛利人（家、國、天下）。
由天子而來的施教，需從里長與里之萬民、鄉長與鄉之萬民、國君與國之萬民層層遵循。但同於天子仍不夠，最終應上同於天。因為天是最高的價值來源，我們得以愛人利人是效法天。若不能上同於天，則會遭天懲罰。（有一說法為「上同」，認為天子是百官之首，而百姓聽令百官，與上而同，此乃「上同」之意[註 4]。）
5. 天志
遵循自然规律。并且认为上天具有意志，能够严格监督君主和其他统治者，君主的权利低于上天的权利。上天得到了人民的供养，因此有“爱天下之民”的责任。“天志”具有民主思想的萌芽。
6. 明鬼
《墨子》中高舉鬼神，並認為其能賞善罰惡[註 5]。〈明鬼下〉以為天下亂之肇因乃「疑惑鬼神之有與無之別，不明乎鬼神之能賞賢而罰暴也」。故欲「興天下之利，除天下之害」則需明辨鬼神之有無。墨子確知有鬼神是根據百姓能「見鬼神之物，聞鬼神之聲」，又以先王之書中鬼神禍福罰賞之史例以證鬼神為有。
7. 非命
通过努力奋鬥掌握自己的命运。
8. 非乐
摆脱划分等级的礼乐束缚，废除繁琐奢靡的编钟制造和演奏。（古代音樂費時耗事，花費甚大，於國家並無生產的行為，乃無用之事。）
9. 节用
節用之道的核心為，超過聖王制定的原則便去之與「諸加費不加民利者，聖王弗為」(〈節用中〉)。墨子說明節用之法時涉及了食、衣、住、行、葬、武器六面向，可見其用心良苦，盼生民和統治者皆不誇浮浪費。
10. 节葬
不把社会财富和精力浪费在死人身上，反对西周以来的久丧制度，反對儒家的厚葬耗錢財。（守喪則需三年，三年過後人虛弱需要人扶才能起行，影響國家生產力，乃浪費之事。）

## 墨学研究
墨学研究机构
- 墨学国际研讨会
- 墨子国际研究中心

### 引用
1. ↑   陈波. . 北京: 北京大学出版社. 2016. ISBN 7301272723 （中文）.
2. ↑  《通志•氏族略》引《元和姓纂》:墨子，孤竹君之后。本墨台氏，后改为墨，战国时宋人，墨翟著书号《墨子》。
3. ↑  童书业，春秋左传研究（校订本），北京：中华书局，2006年8月，第222页。
4. ↑  《淮南子·要略》载：“墨子学儒者之业，受孔子之术。”
5. ↑  《汉书·艺文志·诸子略》中说：「墨家者流，盖出于清庙之守。茅屋采椽，是以贵俭；养三老五更，是以兼爱；选士大射，是以上贤；宗祀严父，是以右鬼；顺四时而行，是以非命；以孝视天下，是以上同；此其所长也。及蔽者为之，见俭之利，因以非礼，推兼爱之意，而不知别亲疏。」。
6. 1 2  黄世瑞《墨家思想新探》
7. 1 2 3 4  管役夫《墨学的历史渊源、文化背景与现实依据》的存檔，存档日期2017-01-10.
8. 1 2  萧公权《中国政治思想史》
9. ↑  逯宏《墨学思想渊源研究述评》，《黄河科技大学学报》2013年第2期
10. 1 2  .   [2015-01-15]. （原始内容存档于2016-01-29）.
11. ↑  吕思勉《吕思勉读史札记·桐棺三寸非禹制》
12. ↑  .   [2014-10-09]. （原始内容存档于2021-02-10）.
13. ↑  咸伟.东亚视野下的东周武人精神研究[D].东北师范大学[2024-01-10].DOI:CNKI:CDMD:1.1018.706124.
14. ↑  吴玉萍.从明鬼到拜祖:论墨子的宗教观[J].社会科学家, 2017(11):6.DOI:10.3969/j.issn.1002-3240.2017.11.026.
15. ↑  吴玉萍."神话观念决定论"解墨子"天志说"[J].百色学院学报, 2019, 32(02):17-23.DOI:CNKI:SUN:MZSF.0.2019-02-005.
16. ↑  刘启益.略谈卜辞中"武丁诸父之称谓"及"殷代王位继承法"——读陈梦家先生"甲骨断代学"四篇记[J].历史研究, 1956(4):4.DOI:CNKI:SUN:LSYJ.0.1956-04-009.
17. ↑  曹定云.论历组卜辞中"小乙,父丁"称谓及其相关问题 ——揭示历组卜辞时代之确证[J].[2024-01-10].
18. ↑  .   [2024-01-09]. （原始内容存档于2024-01-09）.
19. ↑  《孟子·滕文公下》
20. ↑  韩隆福.论母权至上的殷商[J].湖南城市学院学报, 1996(1):4.DOI:CNKI:SUN:YYSZ.0.1996-01-023.
21. ↑  齐畅.先秦七子的妇女观[D].东北师范大学,2005.
22. ↑  石双华《先秦诸子女性观研究》，华文出版社，2018年
23. ↑  《韓非子‧顯學》
24. ↑  汪中《述學·墨子序》：“其在九流之中，惟儒足與之相抗，自余諸子，皆非其比。”
25. ↑  .   [2011-02-19]. （原始内容存档于2021-01-02）.
26. ↑  《中国哲学史大纲》
27. ↑  《公孟》
28. ↑  .   [2016-08-18]. （原始内容存档于2016-08-21）.
29. ↑  《墨子·经说下》：“景光之人煦若射，下者之入也高，高者之入也下。”
30. ↑  李约瑟《中国科学技术史》（科学出版社，1978年）
31. ↑  章太炎：《訄书·儒墨》
32. ↑  郑晨寅.巨子制、巨子与墨家的衰微[J].牡丹江教育学院学报, 2007(6):2.
33. ↑  陆贾：《新语·思务》
34. ↑  《淮南子·泰族训》
35. ↑  《孟子·盡心上》
36. ↑  侯外庐：《中国思想通史》（第一卷，P23)。
37. ↑  《呂氏春秋‧去私》
38. ↑  《墨子·所染》：子墨子言见染丝者而叹曰：“染於苍则苍，染於黄则黄。所入者变，其色亦变。五入必而已，则为五色矣。故染不可不慎也。” 《三国志·蜀书·后主传》：传曰“素丝无常,唯所染之”。
39. ↑  钱爽.墨家互系性通约论发凡(上)——《墨经》互系性通约思想新诂[J].职大学报, 2016(3):6.
40. ↑  胡晓明.争议下的墨家尚同之说:"民约"还是"专制"?[J].南京师大学报：社会科学版, 2015(5):10.
41. ↑  刘松.从儒家异端到世界经典——《墨子》在英语世界的经典化研究[D].湖南大学,2020.DOI:10.27135/d.cnki.ghudu.2020.004840
42. ↑  何炳棣：《国史上的“大事因缘”解谜——从重建秦墨史实入手》
43. ↑  李竞恒：《墨家走向了通往奴役之路》
44. ↑  .   [2024-01-09]. （原始内容存档于2024-01-09）.
45. ↑  《吕氏春秋·首时》：墨者有田鸠，欲见秦惠王，留秦三年而弗得见。客有言之于楚王者，往见楚王。楚王说之，与将军之节以如秦。至，因见惠王。告人曰：“之秦之道，乃之楚乎？”固有近之而远、远之而近者。
46. ↑  韓愈. . 维基文库. 《全唐文/卷0559》.   [2022-04-30]. （原始内容存档于2022-04-30）.
47. ↑  翁方纲《复初斋文集》卷十五《书墨子》攻击道: “有生员汪中者，则公然为《墨子》撰序，自言能治《墨子》，且敢言孟子之言‘兼愛無父’，此則又名教之罪人，又無疑也。”
48. ↑  沈宜甲《我所知道的早期之蔡和森》
49. ↑  李金. 墨家的宗教思想研究[D]. 湘潭大学, 2010.
50. ↑  黄蕉風. 告别路徑依賴 構建大乘墨學——"新子學"視野下的墨學發展進路[J]. 诸子学刊, 2016(1):9.
51. ↑  王裕安、孫卓彩、郭震旦编著《墨子大辭典》（山東：山東大學，2006），頁392。
52. ↑  孫詒讓《墨子閒詁》（北京：中华书局，2009年），p. 193.

## 參閱
- 墨子、《墨子》、《墨辯》、《道藏》
- 天志、非命
- 尚同、尚賢
- 兼愛、非攻
- 孟勝（墨家鉅子之一）
- 诸子百家